# Орден Святого апостола Андрея Первозванного с алмазной звездой
Орден Святого апостола Андрея Первозванного с алмазной звездой — высший орден Русской православной церкви.
Орден был учреждён определением патриарха Пимена и Священного Синода 28 декабря 1988 года в честь 1000-летия Крещения Руси. 
Орденом святого награждаются предстоятели поместных православных церквей за выдающиеся заслуги по укреплению христианства.
Орден имеет одну степень. 
При награждении вручаются знак ордена, алмазная звезда, лента и грамота. Знак ордена носится на ленте с правой стороны в верхней части груди. При ношении знака ордена на плечевой ленте он располагается под алмазной звездой ордена. Все остальные ордена РПЦ носятся ниже.

## Описание ордена

### Знак ордена
Знак ордена имеет форму овала. В центре располагается медальон с изображением святого апостола Андрея Первозванного в технике «Ростовская финифть». Святой изображён в полный рост на фоне большого четырехконечного «андреевского» креста. Изображение обрамлено тонким крученым ободком, который окружен по всему периметру фианитами. Две пальмовые ветви, в виде венка, обрамляют центральный овал с вставленными в них, по вертикали и горизонтали ордена, четырьмя синтетическими рубиновыми восьмигранными камнями. По диагонали ордена расположены четыре прямоугольных граненых хромдиопсида. Вся композиция объединяется лучами ромбовидной формы. С верхнего угла ромба по обе стороны спущена лента, поддерживающая корону, в которую вставлены три фианита. Знак изготавливается из серебра.
Знак носится на зелёной плечевой муаровой ленте шириной 110 мм.

### Звезда ордена
Звезда ордена представляет собой круг, наложенный на ромб с расходящимися от центра острыми лучами. Лучи сгруппированы пучками по 5 и 7 лучей и образуют два четырехконечных креста. Один из них, более широкий и расположенный по вертикали и горизонтали, украшен фианитами. В центральном круге на слегка выпуклой белой эмалевой поверхности рельефная позолоченная монограмма — «С.А.» («святой Андрей»). По кругу идет эмалевая полоса ультрамаринового цвета, в верхней части которой рельефная позолоченная надпись на церковнославянском языке «АЗЪ ЕСМЬ СВЕТЪ МИРУ», а в нижней части расположен небольшой крест и две дубовые ветви. Круг обрамлен фианитами. Звезда изготавливается из серебра.

## Кавалеры ордена
- Патриарх Алексий II — патриарх Московский и всея Руси (1990)
- Патриарх Варфоломей I — патриарх Константинопольский (1993)
- Митрополит Владимир — митрополит Киевский и всея Украины (2000)
- Патриарх Игнатий IV — патриарх Антиохийский и всего Востока (2003)
- Католикос Гарегин II — католикос всех Армян (2004)
- Патриарх Кирилл — патриарх Московский и всея Руси (2009)